# Kalkeri, Mundargi
Kalkeri là một làng thuộc tehsil Mundargi, huyện Gadag, bang Karnataka, Ấn Độ.